# Jack W. Hayford
Jack William Hayford (Los Angeles, 25 de junho de 1934 – Los Angeles, 8 de janeiro de 2023), foi um pastor, escritor, compositor e educador norte-americano. Pastor da International Church of the Foursquare Gospel, conhecida no Brasil como Igreja do Evangelho Quadrangular, foi seu presidente de 2004 a 2009. Fundou em 1969 a The Church on the Way em Van Nuys, Califórnia, que presidiu por mais de três décadas.
Converteu-se em 25 de fevereiro de 1944, na Oakland Foursquare Church, em Oakland, Califórnia. Casado com Anna Smith Hayford desde 1954, tem quatro filhos, onze netos e vários bisnetos. Formou-se no LIFE Bible College em 1956 e no Azusa Pacific University, em 1970.
Fundador e Chanceler da The Kings University (anteriormente The King's College and Seminary) em Los Angeles, que fundou em 1997. Criador do Dia de Oração pela Paz de Jerusalém,  é autor de mais de cinquenta livros e 600 hinos. É copresidente da Empowered 21, focado em moldar o futuro do movimento do Espírito Santo no século XXI.
É o editor geral da The Spirit-Filled Life Study Bible, lançada em 2001 no Brasil como Bíblia de Estudo Plenitude, distribuída pela Sociedade Bíblica do Brasil.

## Morte
Hayford morreu no dia 8 de janeiro de 2023, aos 88 anos.